# Вольторф
Вольторф (нім. Wohltorf) — громада в Німеччині, розташована в землі Шлезвіг-Гольштейн. Входить до складу району Герцогство Лауенбург. Складова частина об'єднання громад Гое-Ельбгест.
Площа — 5,94 км2. Населення становить 443 ос. (станом на 31 грудня 2020).